# Beryx mollis
Beryx mollis — вид морских лучепёрых рыб из семейства бериксовых.
Максимальная длина тела 30 см. В спинном плавнике 4 жёстких и 12—13 мягких лучей. В анальном плавнике 4 жёстких и 27—32 мягких лучей. Обитают в северо-западной части Тихого океана у берегов Японии. Также известен из западной части Индийского океана. Глубоководная бентопелагическая рыба. Встречаются на глубине от 100 до 500 метров. Безвреден для человека, считается видом вне опасности и объектом промысла не является.